# Hotin
Hotin (ukrajinsko Хотин, latinizirano: Hotyn) je mesto v Dnistrovskem rajonu v Črnoviški oblasti v zahodni Ukrajini.  V mestu je uprava Mestne občine (gromade)  Hotin. Po ukrajinskem popisu prebivalstva leta 2001 je imel 11.124 prebivalcev. Leta 2022 je bilo število prebivalcev ocenjeno na  8.936.
Hotin, v kronikah prvič omenjen leta 1001, se nahaja na desnem (jugozahodnem) bregu reke Dnester in je del zgodovinske regije Besarabije. Med pomembne arhitekturne znamenitosti v mestu spadajo trdnjava Hotin, zgrajena v 13. in 15. stoletju, Knežja palača (Palatul Domnesc) moldavskega vladarja Štefana Velikega iz 15. stoletja in mestni stolp z uro. 
V zgodovini je bilo mesto del Kneževine Moldavije (1359–1432, 1459–1538, 1541–1562, 1572–1615, 1617–1620, 1621–1673, 1674–1684, 1699–1712) in poljsko-litovske Republike obeh narodov (1432–1459, 1538–1541, 1562–1572, 1615–1617, 1620–1621, 1673–1674, 1684–1699). Večji del obdobja po letu 1514 je bila Moldavija vazal Osmanskega cesarstva, ki je neposredno vladalo tudi Hotinu (1711–1812). Kasneje je bil del Besarabske gubernije Ruskega imperija (1812–1917), Moldavske demokratične republike (1917–1918), Romunije (1918–1940, 1941–1944), Ukrajinske sovjetske socialistične republike znotraj Sovjetske zveze (1940–1941, 1944–1991) in neodvisne Ukrajine (1991–danes). 

## Ime
Hotin so v preteklosti osvojile in mu vladale številne različne države, kar je povzročilo številne spremembe imen: poljsko Chocim, romunsko in turško Hotin, ukrajinsko in rusko Хотин in jidiš כעטין, romanizirano Khetìn. Med drugimi različicami imena, zlasti v poljščini, sta tudi Chotyn ali Choczim.

## Zgodovina

### Zgodnja zgodovina (11.-15. stoletje)
Hotin, zgrajen  na pečinah nad Dnestrom, se včasih povezuje z enako imenovanim majhnim naseljem v Kijevski Rusiji, omenjenim leta 1001. Arheološka izkopavanja so pokazala, da je imelo kijevsko mesto površino okoli dvajset hektarov. Kasneje je postalo del Gališke kneževine in njene naslednice Gališko-volinske kneževine. Mesto je bilo zaradi svoje lege ob prehodu čez reko pomembno trgovsko središče. V 13. stoletju je bila tam ustanovljena genovska trgovska kolonija.
Hotin je bil prvič omenjen leta 1310 kot rezidenca katoliškega škofa, ki ga je v prvi polovici 14. stoletja ustoličila Kraljevina Poljska, ki je nameravala vsiliti katolištvo lokalnim vlaškim (romunskim) skupnostim. Iz tega obdobja so tudi prve utrdbe. Leta 1351 je območje osvojila Velika litovska kneževina in ga tri leta kasneje prepustila Moldavcem, ki so leta 1359 ustanovili svojo neodvisno Kneževino Moldavijo. 
Obstoječo trdnjavo je po letu 1400 zgradil moldavski vladar Aleksander Dobri s pomočjo litovskega velikega kneza Vitautasa Velikega. Po letu 1433 je Hotin zaradi vojn med Aleksandrovimi nasledniki zasedla Poljska. Leta 1459 pa ga je po dveletnem obleganju ponovno osvojil moldavski knez Štefan Veliki. Trdnjavo je Štefan v 15. stoletju okrepil, da je postala najmočnejša na severni meji srednjeveške Moldavije. 

### Osvajanja različnih držav
Med vladavino vlaškega kneza Mihaela Hrabrega, ki je maja 1600 osvojil Moldavijo, se je moldavski vladar Jeremija Movilă skupaj s svojo družino, peščico zvestih bojarjev in nekdanjim transilvanskim knezom Sigismundom Báthoryjem zatekel v trdnjavo Hotin. 
Ker je moč moldavske države oslabela, si je Osmansko cesarstvo  prizadevalo pridobiti nadzor nad strateško pomembnim rečnim prehodom pri Hotinu. Posledično so med kasnejšo zgodovino Hotina prevladovale vojne med rastočimi krščanskimi silami, najprej Poljsko in nato Rusijo, in Osmanskim cesarstvom. Turki so v 17. stoletju pri Hotinu doživeli dva odločilna poraza v bitkah s poljsko-litovsko državo: leta 1621 jih je porazil hetman Jan Karol Chodkiewicz in nato leta 1673 Jan III. Sobieski. 
Osmansko cesarstvo je leta 1713 med veliko severno vojno trdnjavo končno osvojilo in jo v naslednjem stoletju držalo kot oporišče svoje vojske.  V 18. stoletju je regijo zavzela druga sila, Rusko carstvo. Turki so razširili in povečali citadelo, ki so jo Rusi kar štirikrat oblegali: leta 1739 Burkhard Christoph von Münnich, leta 1769 knez Aleksander Galitzin, leta 1788 knez Josias Coburg in Ivan Saltikov in leta 1807 Ivan Ivanovič Michelson. 
Na začetku rusko-turške vojne 1806-1812 je leta 1806 trdnjavo Hotin zavzela carska ruska vojska. S podpisom Bukareškega mirovnega sporazuma  leta 1812 je celotno regijo, ki je postala znana kot Besarabija, priključilo Rusko carstvo.
Od leta 1812 do 1918 je bil Hotin upravno središče Hotinskega okraja, enega od dvanajstih, pozneje devetih okrajev Besarabije. V 19. stoletju se je zaradi gospodarskih razlogov in ruske politike kolonizacije in rusifikacije ukrajinsko prebivalstvo Besarabije, zlasti na njenem severu, znatno povečalo: od okoli 15.000 leta 1810 do okoli 200.000 leta 1917. Večina priseljencev je bila iz Podolja na nasprotni obali Dnestra.  Med prvo svetovno vojno je bil severovzhodni del Hotinske županije edino območje Besarabije, ki ga je začasno zasedla Avstro-Ogrska. 

### Sodobna zgodovina (20.–21. stoletje)
Ob razpadu Ruskega imperija je Besarabija leta 1917 razglasila neodvisnost od Rusije kot Moldavska demokratična republika. Avstrijci so od 28. februarja 1918 nekaj mesecev nadzirali Hotin in več okoliških vasi. Aprila 1918 je Moldavska demokratična republika uradno razglasila zvezo z Romunijo. Romunija in Avstrija sta maja 1918 podpisali mirovni sporazum in Avstrijci so se umaknili s tega območja. Romunija, nekdanja zaveznica Antante, ki se je znašla v izolaciji, sporazuma uradno ni ratificirala, dokler ni 10. novembra ponovno vstopila v vojno. Kmalu za tem so se januarja 1919 uprli lokalni Ukrajinci, ki so želeli biti del Ukrajine. Upor je izkoristilo nekaj sovjetskih agitatorjev, čemur je sledil izgon in poboj ukrajinskih upornikov in kolaborantov, ki je trajal od 23. januarja do 1. februarja 1919. Potem ko je romunska vojska zadušila vstajo v Hotinu, je začela Romunija izvajala politiko ponovne romunizacije ozemlja. Hotin je takrat imel približno 35.000 prebivalcev.
Mesto je ostalo pod romunskim nadzorom do 28. junija 1940, ko ga je skupaj z Besarabijo in Severno Bukovino zasedla Sovjetska zveza. Avgusta 1940 je večina Besarabije postala Moldavska sovjetska socialistična republika Sovjetske zveze. Severna Bukovina in območje okoli Hotina je bilo priključeno Ukrajinski sovjetski socialistični republiki kot Černivška oblast, najjužnejši del Besarabije (Budžak) pa je postal Akkermanska, kasneje Izmailska oblast. Po operaciji Barbarossa, v kateri je Romunija delovala kot nemška zaveznica, je območje v začetku julija 1941 ponovno zavzela Romunija. Marca 1944 so s porazom sil osi mesto ponovno zavzeli Sovjeti in ga ponovno priključili sovjetski Ukrajini. 
Z razpadom Sovjetske zveze in razglasitvijo neodvisnosti Ukrajine leta 1991 je Hotin postal del nove neodvisne Ukrajine. Leta 2000 je kabinet ministrov Ukrajine ustanovil zgodovinsko-arhitekturni rezervat "Hotinska fortecija" (Hotinska trdnjava). Septembra 2002 je mesto praznovalo svojo 1000-letnico.
Do 18. julija 2020 je Hotin služil kot upravno središče Hotinskega okraja. Okraj je bil julija 2020  med upravno reformo Ukrajine ukinjen. Število okrajev Černivške oblasti je bilo zmanjšano  na tri. Hotinski rajon je bil združen v Dnistrovskinm rajonom.

## Bitke
V prvi bitki pri Hotinu leta 1621 je turška vojska pod vodstvom Osmana II. napredovala od Odrina proti poljski meji. Turki so si po zmagi v bitki pri Cecori močno obetali, da bodo osvojili Ukrajino, ki je bila pod poljsko oblastjo. Poljsko-litovski poveljnik vojske Republike obeh narodov Jan Karol Chodkiewicz je septembra 1621 s približno 35.000 vojaki prečkal Dnester, utrdil trdnjavo Hotin in blokiral osmanski pohod. Prihod 40.000  zaporoških kozakov pod vodstvom njihovega hetmana Petra Konaševiča je pripomogel k protiosmanski zmagi. Hetman Rpublike obeh narodov je cel mesec zadrževal sultanovo vojsko, dokler je ni prvi jesenski sneg prisilil na umik.   
Nekaj dni pred začetkom obleganja je 24. septembra 1621 zaradi izčrpanosti umrl veliki hetman Republike obeh narodov Jan Karol Chodkiewicz. Poveljstvo je prevzel Stanislav Lubomirski. Bitka je označila konec obdobja moldavskih vojn magnatov. 
Leta 1673 so se poljski huzarji ponovno bojevali na tem mestu v veliki drugi hotinski bitki. Tokrat so poljske sile pod poveljstvom bodočega kralja Jana Sobieskega premagale Osmane 11. novembra 1673. V tej bitki so bile uspešno uporabljene rakete Kazimierza Siemienowicza. Ta sijajna zmaga je bila uvod v drugo obleganje Dunaja leta 1683. 
V rusko-turški vojni 1735–1739 je trdnjavo 19. avgusta 1739 zavzel ruski feldmaršal Burkhard Christoph von Münnich. Te zmage se spominjamo predvsem po Odi o zavzetju Hotina, ki jo je zložil mladi Mihail Vasiljevič Lomonosov. Ta oda ima posebno mesto v zgodovini ruske književnosti, ker se njen zvočni jambski verz pogosto jemlje kot začetek sodobne ruske poezije.